# Niphona similis
Niphona similis là một loài bọ cánh cứng trong họ Cerambycidae.